# Capparis brevislliqua
Capparis brevislliqua là một loài thực vật có hoa trong họ Capparaceae. Loài này được Moç. & Sessé ex DC. mô tả khoa học đầu tiên năm 1824.